# Jan-Erik Pettersson
Jan-Erik Pettersson är en svensk författare och journalist. Han har tidigare varit chefredaktör för Svensk Bokhandel och förlagschef på Ordfront förlag.